# Dick Sargent
Dick Sargent, znany także jako Richard Sargent, właśc. Richard Stanford Cox (ur. 19 kwietnia 1930 w Carmen, zm. 8 lipca 1994 w Los Angeles) – amerykański aktor. Odtwórca roli Darrina Stephensa w sitcomie fantasy ABC Ożeniłem się z czarownicą (1969–1972).

## Życiorys

### Wczesne lata
Urodził się w Carmen w stanie Kalifornia jako syn Ruth McNaughton, aktorki kina niemego (Czterej jeźdźcy apokalipsy i Serca i atuty z Nazimovą), i pułkownika Elmera Marsdena Coxa. Jego matka była córką Johna McNaughtona, założyciela słynnej firmy Union Stockyards w Los Angeles. Jego ojciec służył podczas I wojny światowej, a później został menadżerem biznesowym osobistości z Hollywood, w tym Douglasa Fairbanksa i Ericha von Stroheima.
Uczęszczał do Akademii Wojskowej San Rafael w San Rafael w Kalifornii, a następnie specjalizował się w teatrze na Uniwersytecie Stanforda. Wystąpił w dwudziestu sztukach ze Stanford Players Theatre.

### Kariera
Przyjął pseudonim artystyczny Dick Sargent, w obawie, że kierownicy castingu w latach pięćdziesiątych założą, że próbuje wykorzystać sukces gwiazdy telewizyjnej Wally’ego Coxa. Na ekranie zadebiutował w roli porucznika Leonarda Lee w dramacie wojennym Jeniec wojenny (Prisoner of War, 1954) z Ronaldem Reaganem, Steve’em Forrestem, Deweyem Martinem i Oscarem Homolką w rolach głównych. Następnie wystąpił jako żołnierz Unii w westernie przygodowym Polowanie na lokomotywę (The Great Locomotive Chase, 1956) u boku Fessa Parkera. W musicalu Bernardine (1957) wcielił się w postać Sanforda „Fofo” Wilsona.

## Życie prywatne
Był gejem. Przez lata ukrywał swoją orientację seksualną, pozostając w relacji ze swoją przyjaciółką, aktorką Fannie Flagg będącą lesbijką. W rzeczywistości żył ze swoim partnerem, Albertem Williamsem, aż do momentu śmierci - latem 1994 roku, w wieku sześćdziesięciu czterech lat, zmarł na raka gruczołu krokowego. 

## Filmografia

### Filmy
- 1956: Kochaj mnie czule jako żołnierz Konfederacji
- 1963: Kapitan Newman jako porucznik Belden „Barney” Alderson
- 1968: Tylko ją kochaj jako Harry
- 1979: Dwa światy jako Wes DeJong
- 2017: Sandy Wexler jako świadek

### Seriale
- 1961: Doktor Kildare jako dr Paul Willis
- 1962: Strzały w Dodge City jako Bud
- 1962: Spotkanie z Alfredem Hitchcockiem jako Dave Fulton
- 1969: I Dream of Jeannie jako Norman Cashman
- 1969–1972: Ożeniłem się z czarownicą jako Darrin Stephens
- 1973: Ulice San Francisco jako Boyd Caldwell
- 1976: Aniołki Charliego jako Hugh Morris
- 1976–1977: Pogoda dla bogaczy jako Eddie Heath / Richards
- 1977: Statek miłości jako ojciec Mike
- 1977: Three’s Company jako Lloyd Cross
- 1978: Aniołki Charliego jako Marty Cole
- 1979: Aniołki Charliego jako Avery
- 1980: Diukowie Hazzardu jako szeryf Grady Byrd
- 1980: The Waltons jako główny podoficer
- 1982: Taxi jako adwokat John Bickers
- 1985: Knots Landing – w roli samego siebie
- 1987: Napisała: Morderstwo jako George Selby
- 1989: Młoda czarownica jako Frank Miller
- 1988: Prawnicy z Miasta Aniołów jako Edmund Bates
- 1990: Columbo: Zemsta dentysty (Columbo: Uneasy Lies the Crown) – w roli samego siebie
- 1992: Harry i Hendersonowie jako Earl Powers